# Tái sinh (sinh học)

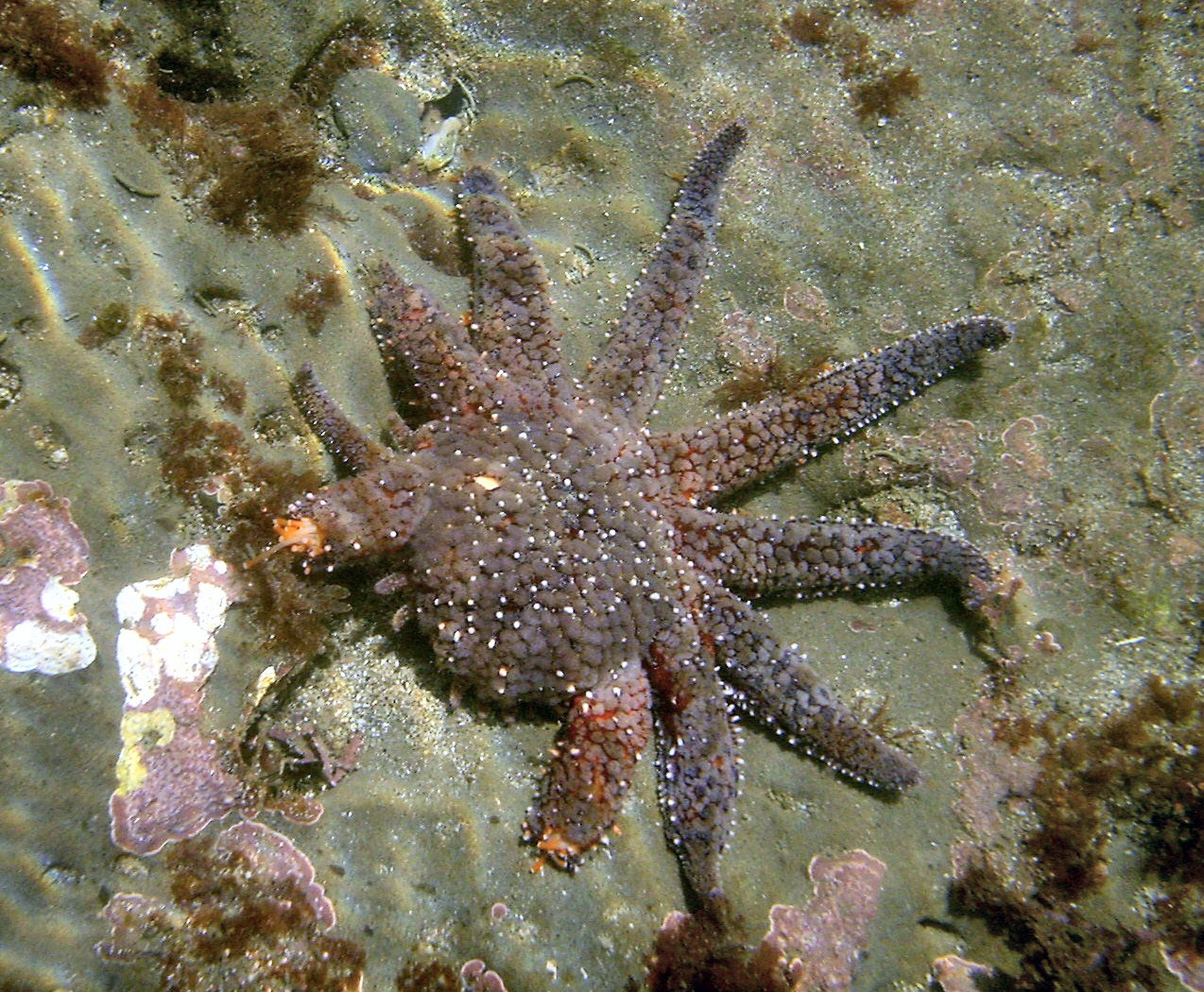
Sao biển hướng dương tái sinh cánh tay

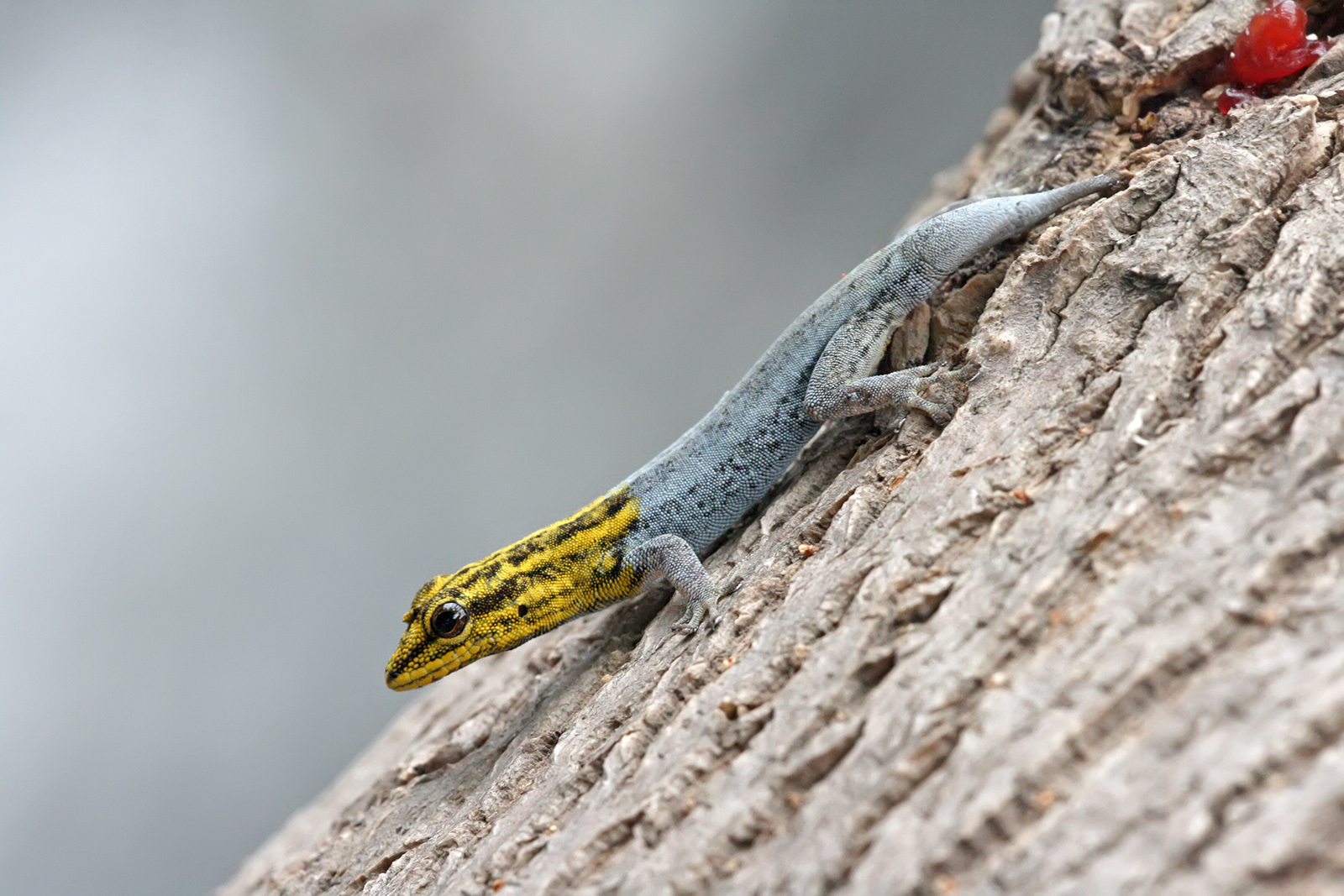
Tắc kè đầu vàng lùn có khả năng tái sinh đuôi

Trong sinh học, tái sinh hay tự tái tạo là quá trình đổi mới, phục hồi và tăng trưởng làm cho bộ gen, tế bào, sinh vật và hệ sinh thái trở nên có sức sống linh hoạt trước những biến động tự nhiên hoặc sự kiện gây xáo trộn hoặc thiệt hại. Mọi loài đều có khả năng tái sinh, từ vi khuẩn đến người. Tái sinh có thể hoàn thành  trong đó mô mới giống như mô bị mất,  hoặc không đầy đủ  trong đó sau khi mô hoại tử xuất hiện xơ hóa.  Ở cấp độ cơ bản nhất của nó, tái sinh được trung gian bởi các quá trình phân tử của quy định gen. Tuy nhiên, sự tái sinh trong sinh học, chủ yếu đề cập đến các quá trình hình thái đặc trưng cho tính dẻo của kiểu hình của các tính trạng cho phép các sinh vật đa bào sửa chữa và duy trì tính toàn vẹn của trạng thái sinh lý và hình thái của chúng. Trên mức độ di truyền, sự tái sinh được điều chỉnh cơ bản bởi các quá trình tế bào vô tính. Tái sinh khác với sinh sản. Ví dụ, thủy tức có thể tái sinh nhưng sinh sản bằng phương pháp nảy chồi.
Các loài thủy tức và giun dẹp từ lâu đã từng là sinh vật tiêu biểu cho khả năng tái sinh mang tính thích nghi cao của chúng. Sau khi bị thương, các tế bào của chúng sẽ được kích hoạt và khôi phục các cơ quan trở lại trạng thái tồn tại từ trước. Các loài Caudata ("urodeles"; kỳ nhông và sa giông), một bộ của động vật lưỡng cư có đuôi, có thể là nhóm có xương sống có khả năng tái sinh chuyên nghiệp nhất,  với khả năng của tái sinh chân tay, đuôi, hàm, mắt và một loạt các cấu trúc bên trong. Việc tái tạo các cơ quan là một khả năng thích nghi phổ biến và rộng rãi giữa các loài động vật.  Trong một bối cảnh liên quan, một số động vật có thể sinh sản vô tính thông qua sự phân mảnh, nảy chồi hoặc phân hạch. Chẳng hạn, một con mẹ sẽ thu hẹp, tách ra ở giữa và mỗi nửa tạo ra một kết thúc mới để tạo thành hai bản sao của bản gốc.
Sinh vật da gai (như sao biển), tôm càng, nhiều loài bò sát và lưỡng cư là những ví dụ đáng chú ý về tái tạo mô. Ví dụ, trường hợp tự động vứt bỏ đóng vai trò là chức năng phòng thủ khi con vật tách ra một chi hoặc đuôi để tránh bị bắt. Sau khi chi hoặc đuôi đã được tự động hóa, các tế bào sẽ hoạt động và các mô sẽ được tái tạo. Trong một số trường hợp, một chi bị rụng có thể tự tái tạo thành một cá thể mới. Tái tạo chân tay hạn chế xảy ra ở hầu hết các loài cá và kỳ nhông, và sự tái sinh đuôi diễn ra ở ếch ấu trùng và cóc (nhưng không phải là con trưởng thành). Toàn bộ chi của một con kỳ giông hoặc một triton sẽ phát triển lại sau khi cắt cụt. Trong các loài bò sát, rùa, cá sấu và rắn không thể tái tạo các bộ phận bị mất, nhưng nhiều loại (không phải tất cả) các loài thằn lằn, tắc kè và cự đà có khả năng tái sinh ở mức độ cao. Thông thường, nó liên quan đến việc thả một phần đuôi của chúng và tái tạo nó như là một phần của cơ chế phòng thủ. Trong khi chạy trốn khỏi kẻ săn mồi, nếu kẻ săn mồi bắt được đuôi của chúng, cái đuôi sẽ ngắt kết nối với cơ thể.